# Свят и личност
„Свят и личност“ е учебен предмет, изучаван в българските средни училища в 12 клас.
Това е интердисциплинарен предмет, с който завършва задължителната подготовка на учениците в областта на гражданското образование и обществените науки. Предметът има за цел да подготви учениците за участие в обществения живот, и да им даде практически насоки за лична и професионална реализация, отговарящи на съвременните демократични принципи и ценности. Представлява продължение на предметите от цикъл „Философия“ („Психология и логика“ в 9 клас, „Етика и право“ в 10 клас и „Философия“ в XI клас).